# Mylian Jiménez
Mylian Jiménez (Nimega, 13 de enero de 2003) es un futbolista neerlandés que juega como centrocampista en el Aalborg BK de la Superliga de Dinamarca.

## Primeros años
Nació en Nimega, en los Países Bajos. Es hijo de padre colombiano y madre neerlandesa.

## Trayectoria
Es canterano del PSV Eindhoven, al que llegó en 2011 procedente del VV Union. El 5 de septiembre de 2019 firmó su primer contrato profesional, que le vincula al club hasta 2022. Atrajo el interés de clubes extranjeros tras capitanear al equipo sub-19 del PSV entrenado por Ruud van Nistelrooy para ganar un torneo juvenil en China. Al parecer, Jiménez rechazó el interés del Valencia C. F., del Atlético Madrid y de la U. C. Sampdoria para firmar un contrato con el PSV.
El 3 de mayo de 2021 debutó con el Jong PSV (el equipo reserva del club) como suplente en el empate a 0-0 contra el TOP Oss.

## Selección nacional
Es internacional con las selecciones juveniles de los Países Bajos. Anteriormente representó a su nación en las categorías sub-16 y sub-17.

## Estadísticas

### Clubes
Actualizado al último partido disputado el 26 de febrero de 2024.
| Club                    | Div.          | Temporada     | Liga  | Liga  | Liga   | Copas nacionales | Copas nacionales | Copas nacionales | Copas internacionales | Copas internacionales | Copas internacionales | Total | Total | Total  |
| Club                    | Div.          | Temporada     | Part. | Goles | Asist. | Part.            | Goles            | Asist.           | Part.                 | Goles                 | Asist.                | Part. | Goles | Asist. |
| ----------------------- | ------------- | ------------- | ----- | ----- | ------ | ---------------- | ---------------- | ---------------- | --------------------- | --------------------- | --------------------- | ----- | ----- | ------ |
| Jong PSV · Países Bajos | 2.ª           | 2020-21       | 1     | 0     | 0      | —                | —                | —                | —                     | —                     | —                     | 1     | 0     | 0      |
| Jong PSV · Países Bajos | 2.ª           | 2021-22       | 1     | 0     | 0      | —                | —                | —                | —                     | —                     | —                     | 1     | 0     | 0      |
| Jong PSV · Países Bajos | 2.ª           | 2022-23       | 21    | 1     | 1      | —                | —                | —                | —                     | —                     | —                     | 21    | 1     | 1      |
| Jong PSV · Países Bajos | 2.ª           | 2023-24       | 22    | 1     | 5      | —                | —                | —                | —                     | —                     | —                     | 22    | 1     | 5      |
| Jong PSV · Países Bajos | Total club    | Total club    | 45    | 2     | 6      | 0                | 0                | 0                | 0                     | 0                     | 0                     | 45    | 2     | 6      |
| Total carrera           | Total carrera | Total carrera | 45    | 2     | 6      | 0                | 0                | 0                | 0                     | 0                     | 0                     | 45    | 2     | 6      |